# Третий рейх (фразеологизм)
Третий рейх (нем. Drittes Reich досл. «Третье государство») — популярный фразеологизм.

## Появление названия
Ситуация, в которой оказались жители Германии в 1923 году (громадная инфляция, безработица) была тяжелейшей. В 1923 году издана книга Мёллера ван ден Брука, в которой он писал про державу немцев, с единым вождём (фюрером), пришедшей за Священной Римской империей (962—1806 год) и Германской империей (1871—1918 год) на смену Веймарской демократии, и соединяющей немцев под единым руководством.
Книге было дано название «Третий рейх» (нем. Drittes Reich досл. «Третье государство»). Первоначально Артур хотел назвать книгу «Третья партия». Было предложение назвать книгу «Третья позиция», но этот вариант отклонил сам Брук.[страница не указана 183 дня] В действительности «Третий рейх» относился только одной (последней) из восьми глав книги, в которой он противопоставил политические взгляды всем другим, которые критиковал в предыдущих главах.[страница не указана 183 дня] Автор о написанном им отзывался с отсылкой на Иоахима Флорского: «Он [Третий рейх] был предсказан, но никогда не сбудется. Это совершенство, постижимое в несовершенных условиях.».
Эсхатологическую окраску Третий рейх получил только в России.[страница не указана 183 дня] Так исследователи находили содержание схожим с символизмом пророчеств Иоахима Флорского о «Третьем Завете» и «третьем» или «тысячелетнем царстве» Святого Духа на Земле.

## До Второй мировой войны
Книга «Третий рейх» обрела популярном после смерти автора в 1925 году и расходилась большими тиражами. Название стало неологизмом, который вплоть до 1939 года активно употреблялся.
В 1934 году после ночи длинных ножей Пауль Фехтер написал: «В Третьем рейхе существование клуба не имело никакого смысла. Мы упустили почву из-под ног.»
Некоторое время даже в качестве самоназвания германского государства. К концу 1930-х годов отношение к этому названию изменилось. В 1939 году неологизм «Третий рейх» был сочтён нежелательно «монархическим» из-за отсылок и был выведен из обращения в посредством запрета[страница не указана 183 дня].

## После окончания Второй мировой войны
В 1960 году издается книга «Взлёт и падение Третьего рейха» американского журналиста, военного корреспондента и историка Уильям Ширер, который был аккредитован с 1934 по 1940 годы в Германии.

## В культуре
Фразеологизм «Третий рейх» достаточно известен применением в кино и видеоиграх. Часто с мистической составляющей.

### Кино
- Бладрейн 3: Третий рейх
- Оккультная история Третьего рейха

### Видеоигры
- BloodRayne, 2002 год
- Robert D. Anderson and the Legacy of Cthulhu
- Sniper Elite: Nazi Zombie Army
- Wolfenstein: The New Order